# Municipio de Ískar
El municipio de Ískar (búlgaro: Община Искър) es un municipio búlgaro perteneciente a la provincia de Pleven.
En 2011 tenía 6884 habitantes, el 94,65% búlgaros y el 2,08% gitanos. Algo menos de la mitad de la población vive en la capital municipal Ískar.
Se ubica en el oeste de la provincia.

## Localidades
| Localidad     | Cirílico      | Población (diciembre de 2009) |
| ------------- | ------------- | ----------------------------- |
| Ískar         | Искър         | 3622                          |
| Dolni Lúkovit | Долни Луковит | 2042                          |
| Pisarovo      | Писарово      | 879                           |
| Staroseltsi   | Староселци    | 1174                          |
| Total         |               | 7717                          |